# Metalectra lithostis
Metalectra lithostis är en fjärilsart som beskrevs av William Schaus 1916. Metalectra lithostis ingår i släktet Metalectra och familjen nattflyn. Inga underarter finns listade i Catalogue of Life.